# Andy Bodel
Andrew Bodel (sinh ngày 12 tháng 2 năm 1957) là một cựu cầu thủ bóng đá người Anh thi đấu cho Oxford United và Oxford City.